# Kułan syryjski
Kułan syryjski († Equus hemionus hemippus, hemippe) był dziko żyjącym osłem zamieszkującym góry oraz tereny pustynno-stepowe od Palestyny do Iraku. Ostatni osobnik tego podgatunku kułana azjatyckiego umarł w Tiergarten Schönbrunn w Wiedniu w 1927 roku. W tym samym okresie wyginęły ostatnie osobniki żyjące na wolności.